# Peter Winn
Peter Edward Winn, (1942, Nueva York)   es profesor emérito de historia en la Universidad de Tufts, especializado en historia latinoamericana. Ha escrito varios libros, entre ellos Américas, que desarrolló mientras se desempeñaba como director académico de la serie de PBS de 1993 homónima.
Winn consiguió una licenciatura en el Universidad de Columbia en 1962 y un doctorado en el St John's College de Cambridge en 1971. Estudiando sobre la influencia de Inglaterra en el Río de la Plata, en Uruguay.
Peter enseñó en la Universidad de Princeton durante la década de 1970, instruyendo a Sonia Sotomayor, quien más tarde se convirtió en juez asociada de la Corte Suprema de los Estados Unidos, en cuatro de sus clases y actuando como su asesor principal de tesis.

## Obras publicadas
- Winn, Peter (1986), Weavers of Revolution: the Yarur workers and Chile's Road to Socialism, Oxford: Oxford University Press, ISBN 978-0-19-503960-3..
- Winn, Peter (1992), Americas: The changing face of Latin America and the Caribbean, New York: Pantheon, ISBN 978-0-679-41169-7..
- Winn, Peter (2004), Victims of the Chilean Miracle: Workers and Neoliberalism in the Pinochet Era, 1972-2002, Durham: Duke University Press, ISBN 978-0-8223-3309-8..